# Vauxhall Station
Vauxhall Station – stacja kolejowa w Londynie, w Anglii. Stacja ma 4 perony. Jej zarządcą jest firma South West Trains, której pociągi zatrzymują się tu po drodze z dworca Waterloo do Chessington, Dorking, Guildford, Hampton Court, Shepperton, Windsoru, Eton i Woking. Ze stacji korzysta również metro – pasażerowie mogą tu wsiąść do pociągów Victoria Line.